# Fortescue
Fortescue – rzeka okresowa w Australii o długości 660 km. Przepływa przez miasto Hamersley, wpada do Oceanu Indyjskiego.